# Хавана (Флорида)
Хавана (англ. Havana) — небольшой город (таун), расположенный в округе Гадсден (штат Флорида, США) с населением в 1713 человек по статистическим данным переписи 2000 года.

## География
По данным Бюро переписи населения США город Хавана имеет общую площадь в 4,92 квадратных километров, водных ресурсов в черте населённого пункта не имеется.
Город Хавана расположен на высоте 72 м над уровнем моря.

## Демография

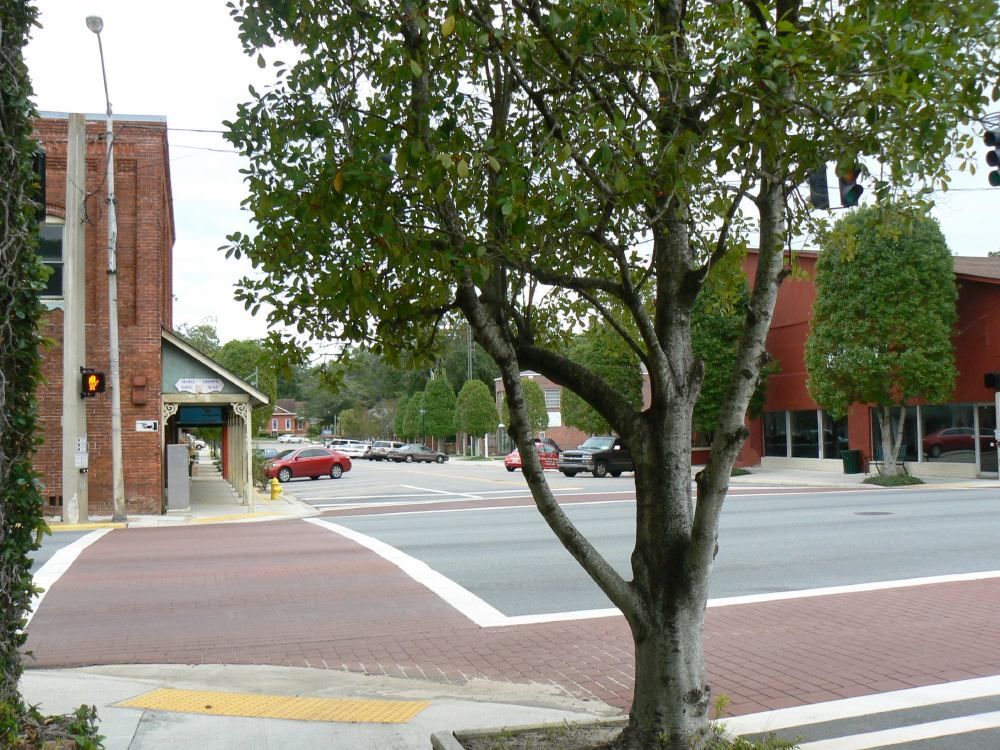
Город Хавана

По данным переписи населения 2000 года в Хаванe проживало 1713 человек, 471 семья, насчитывалось 700 домашних хозяйств и 762 жилых дома. Средняя плотность населения составляла около 348,17 человек на один квадратный километр. Расовый состав населённого пункта распределился следующим образом: 41,86 % белых, 56,74 % — чёрных или афроамериканцев, 0,06 % — азиатов, 0,53 % — представителей смешанных рас, 0,82 % — других народностей. Испаноговорящие составили 1,23 % от всех жителей.
Из 700 домашних хозяйств в 26,7 % воспитывали детей в возрасте до 18 лет, 41,1 % представляли собой совместно проживающие супружеские пары, в 20,6 % семей женщины проживали без мужей, 32,6 % не имели семей. 28,1 % от общего числа семей на момент переписи жили самостоятельно, при этом 14,9 % составили одинокие пожилые люди в возрасте 65 лет и старше. Средний размер домашнего хозяйства составил 2,43 человек, а средний размер семьи — 2,96 человек.
Население города по возрастному диапазону по данным переписи 2000 года распределилось следующим образом: 22,9 % — жители младше 18 лет, 8,5 % — между 18 и 24 годами, 25,3 % — от 25 до 44 лет, 25,2 % — от 45 до 64 лет и 18,2 % — в возрасте 65 лет и старше. Средний возраст жителей составил 40 лет. На каждые 100 женщин в Хаванe приходилось 83,2 мужчин, при этом на каждые сто женщин 18 лет и старше приходилось 79,5 мужчин также старше 18 лет.
Средний доход на одно домашнее хозяйство составил 27 344 доллара США, а средний доход на одну семью — 38 487 долларов. При этом мужчины имели средний доход в 25 000 долларов США в год против 19 958 долларов среднегодового дохода у женщин. Доход на душу населения составил 27 344 доллара в год. 11,1 % от всего числа семей в населённом пункте и 16,3 % от всей численности населения находилось на момент переписи населения за чертой бедности, при этом 18,3 % из них были моложе 18 лет и 23,0 % — в возрасте 65 лет и старше.